# チェコ共和国の交通
チェコ共和国の交通では、チェコ共和国における交通の概略を扱う。

## 鉄道

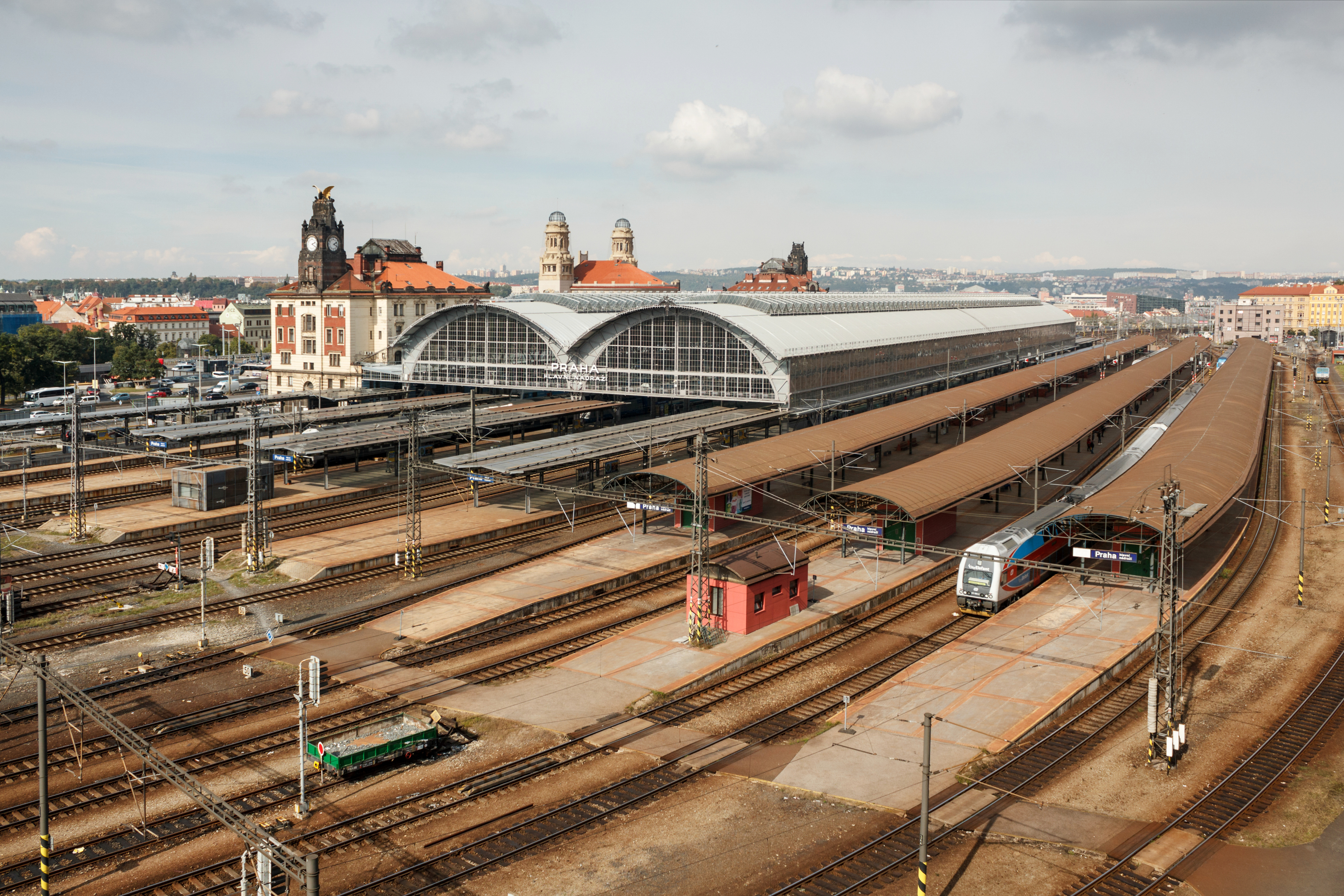
プラハ本駅

チェコ共和国には、9,435kmの鉄道がある。9,341kmは標準軌であり、そのうち2,946kmは電化されている。直流3000V、交流25kV、交流15kVの3種類の電化方式がある。
最大の鉄道事業者は、国有企業のチェコ鉄道 České dráhy である。
首都プラハには地下鉄がある。また、ブルノ、リベレツ、モスト、オロモウツ、オストラヴァ、プルゼニ、プラハの各都市にはトラム（路面電車）がある。

## 道路

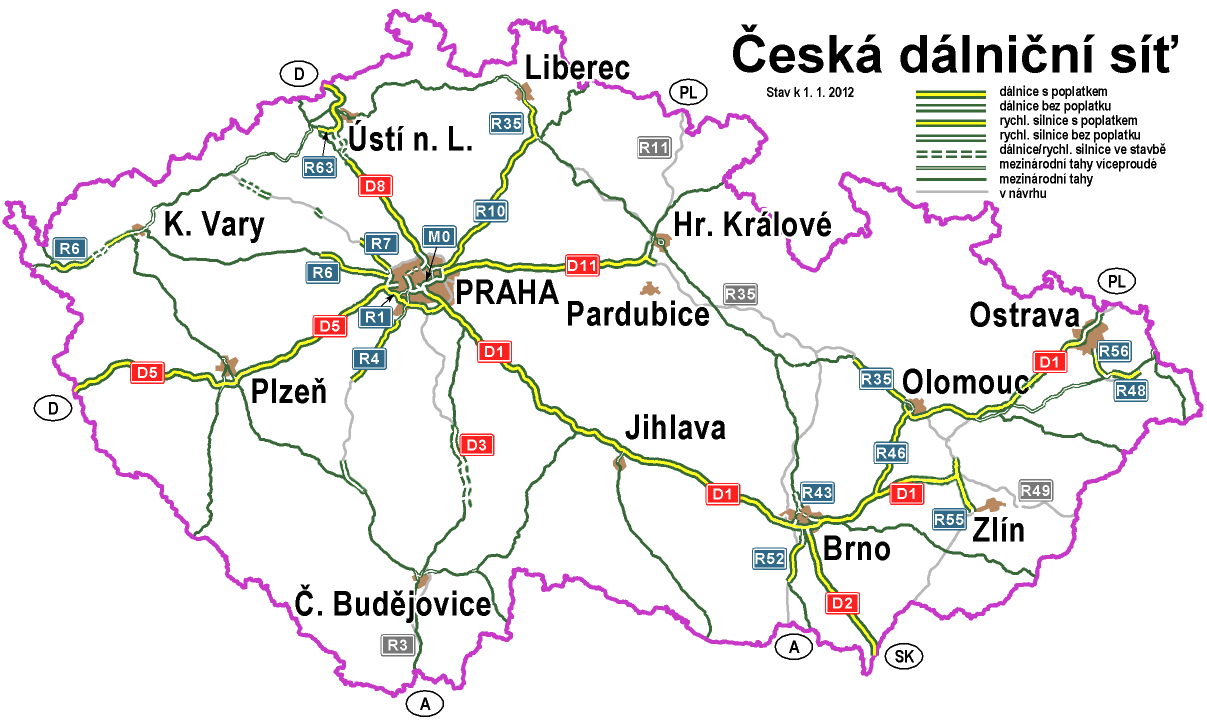
チェコ共和国の高速道路網 (2012)

チェコ共和国には55,653kmの道路がある。1980年代から1990年代にかけて、道路を利用して移動する人が急増した。

### 高速道路
チェコ共和国の自動車道路には、自動車専用道路 (dálnice, motorways) と高速道路 (rychlostní silnice, expressways) の2種類がある。これらの道路は国の道路総局であるRSDによって管理されている。RSDが管理する自動車専用道路は726.9km、高速道路は391.2kmである。

### トロリーバス
チェコではトロリーバスが古くから発達していて、2021年現在、首都のプラハを含めて14の地域で営業運転が行われている。

## 水運
チェコ共和国でもっとも長い河川はヴルタヴァ川 (モルダウ川)で、430kmある。総延長1154kmのエルベ川のうち358kmがチェコ国内を流れている。

### 港湾施設
チェコ共和国は内陸国であり、国内の港湾は河川港である。ジェチーン、ムニェルニーク、プラハ、ウースチー・ナド・ラベムなどがある。また、ドイツ、ハンブルクのMoldauhafenを使用している。これはヴェルサイユ条約によってチェコスロヴァキアが得た権利であり、2028年まで使用予定である。

## 空港

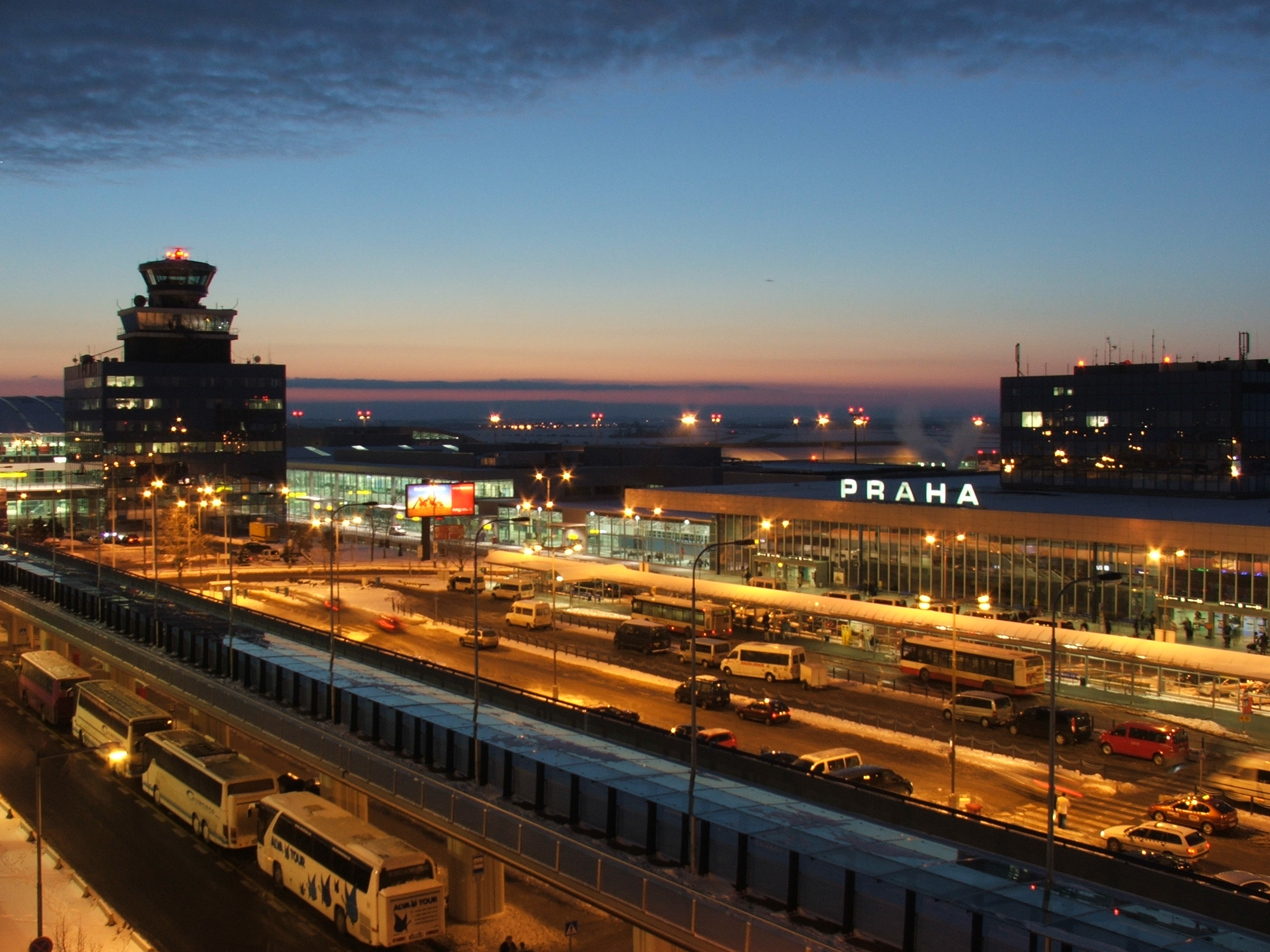
ヴァーツラフ・ハヴェル・プラハ国際空港

2006年の時点で、チェコ共和国には121の空港がある。舗装された滑走路をもつものは46である。
国内最大の空港はプラハのヴァーツラフ・ハヴェル・プラハ国際空港である。この空港はチェコのフラッグ・キャリアであるチェコ航空のハブ空港であり、国内外に多数の路線がある。
舗装された滑走路の空港

計:
46

3,047 m以上:
2

2,438 から 3,047 m:
10

1,524 から 2,437 m:
13

914 から 1,523 m:
2

914 m以下:
19 (2006)
未舗装滑走路の空港

計:
75

1,524 から 2,437 m:
1

914 から 1,523 m:
25

914 m以下:
49 (2006)
ヘリポート:

2 (2006)

## その他の物流
- パイプライン : 天然ガス 53,000km (1998)

## 参考
- チェコ共和国
- チェコ共和国の空港一覧